# Chibchanomys orcesi
Chibchanomys orcesi és una espècie de mamífer rosegador de la família dels cricètids. És endèmic del sud de l'Equador, on viu a altituds d'entre 3.100 i 3.700 msnm. S'alimenta d'invertebrats aquàtics i peixos. El seu hàbitat natural són els páramos. Es desconeix si hi ha cap amenaça significativa per a la supervivència d'aquesta espècie. L'espècie fou anomenada en honor del zoòleg equatorià Gustavo Orces.